# Ivan Bitioukov
Ivan Vassilievitch Bitioukov (en russe : Иван Васильевич Битюков) est un aviateur soviétique, né le 13 octobre 1912 et mort en 1970. Pilote d'assaut et As de la Seconde Guerre mondiale, il fut capturé mais réussit à s'évader du camp de Mauthausen.

## Carrière
Ivan Bitioukov est né le 13 octobre 1912 à Solianoï Roudnik imeni Ouritskogo (en russe : Соляной Рудник им. Урицкого), dans l'actuelle oblast de Donetsk, en Ukraine. Il entra dans les rangs de l'Armée rouge le 11 août 1935. Il suivit les cours du collège militaire de l'air de Kharkov où il reçut son brevet de pilote, puis au collège militaire de l'Air de Tchougouïev. Il servit ensuite comme instructeur au collège militaire de l'Air de Melitopol.
Quoique pilote de chasse à l'origine, il se spécialisa dans les missions d'assaut d'objectifs militaires au sol. Il accomplit 250 missions d'appui tactique. Le 14 septembre 1943, commandant de l'Escadre 618e régiment d'aviation d'attaque (4e Armée de l'Air, du Nord - front du Caucase) le capitaine Bitioukov attaqua des barges dans le détroit de Kertch. Mais il fut touché et sauta en parachute, puis tomba aux mains de l'ennemi.
Ivan Bitioukov passa par plusieurs camps de prisonniers de guerre. Il parvint à s'évader, rejoignit la résistance tchécoslovaque, fut repris et envoyé au camp de Mauthausen. Dans la nuit du 2 au 3 février 1945, il participa à la révolte du bloc 20, qui accueillait surtout des prisonniers soviétiques, et fut un des 17 fugitifs, sur environ 400, qui ne fut pas repris. En marchant vers l'Est, il finit par rejoindre les troupes soviétiques. Après la guerre, il fut transféré à la réserve. Il travailla ensuite comme ingénieur dans un atelier de réparation de matériel ferroviaire à Popasna, en Ukraine.

## Palmarès et décorations

### Tableau de chasse
Il est crédité de 13 victoires homologuées obtenues au cours de 250 missions. À ce palmarès il faut ajouter 22 chars, 150 camions et 35 canons détruits au sol.

### Décorations
- Trois fois décoré de l'ordre du Drapeau rouge.